# Макув (Сілезьке воєводство)
Макув (пол. Maków, нім. Makau) — село в Польщі, у гміні Петровиці-Великі Рациборського повіту Сілезького воєводства.
Населення — 616 осіб (2011).
У 1975-1998 роках село належало до Катовицького воєводства.

## Демографія
Демографічна структура станом на 31 березня 2011 року:
|          | Загалом | Допрацездатний вік | Працездатний вік | Постпрацездатний вік |
| -------- | ------- | ------------------ | ---------------- | -------------------- |
| Чоловіки | 285     | 43                 | 212              | 30                   |
| Жінки    | 331     | 53                 | 216              | 62                   |
| Разом    | 616     | 96                 | 428              | 92                   |